# Kés/Alatt
A Kés/Alatt (eredeti címe: Nip/Tuck) egy Emmy- és Golden Globe-díjas amerikai orvosi játékfilmsorozat, melyet Ryan Murphy készített az FX Networks-nek. A sorozat, amely tartalmaz bűnügyi, fekete komédia, családi dráma, szatíra és pszichothriller elemeket is, a McNamara/Troy névre hallgató plasztikai sebészet körül forog. Ezt két miami plasztikai sebész, Sean McNamara (Dylan Walsh) és Christian Troy (Julian McMahon) vezeti. Minden epizódban szerepel legalább egy páciens, akinek a műtétjét meglehetős részletességgel mutatják be, és akiknek az esetei valamilyen (közvetlen vagy közvetett) részben hatással vannak a főszereplők magánéletére is. A főszereplők közé tartozik még a csapat harmadik tagja: Dr. Liz Cruz, az altatóorvos, valamint Sean családja és Christan aktuális szeretői.
Az orvosi témájú sorozatok többségével ellentétben a cselekmény rendelkezik évadokon is átnyúló történetívekkel. Az első négy évad az USA keleti partján játszódik, Miamiban, az ötödik évadban pedig a szereplők átköltöznek Los Angelesbe (magát a sorozatot mindig is ott forgatták).
Legelső évada hatalmas siker volt, így a folytatás sem váratott magára sokat. Magyarországon a Viasat 3 sugározta. A forgatókönyvírók 2008-as sztrájkja miatt az eredetileg 22 részes évadot félbevágták: így hazánkban 14 rész ment le ötödik évadként, a maradék nyolc pedig a hatodik évad részét képezi.
A sorozat pontosan 100 epizód után, 2010. március 3-án ért véget. Vetítése nem volt botrányoktól mentes, a bizarr szituációk, extrém műtétek, a szexualitás, az erőszak, és a drogfogyasztás nyílt ábrázolása miatt többször is kritikával illették az alkotókat. Negyvenöt alkalommal jelölték valamilyen díjra, ebből egyszer az Emmy-díjat, egyszer pedig az Aranyglóbusz-díjat el is nyerte.

## Áttekintés
A sorozat nyitó helyszíne a napfényes Florida, azon belül is Miami. Itt két plasztikai sebész, név szerint Christian Troy (Julian McMahon) és Sean McNamara (Dylan Walsh) üzemeltet egy közös vállalkozást, a McNamara/Troy-t. A két orvos nemcsak munkapartner, hanem régóta jó barátok, azonban közös múltjukban sok a sötét folt. Sean az, akinek sikerült családot alapítania, ám ennek ellenére folyamatosan csődöt mond, mint apa, és mint férj. Felesége, Julia (Joely Richardson), ugyanis úgy érzi, hogy az, ahogy ők élnek, az nem élet. Christian társának a tökéletes ellentéte: nőfaló, az egyéjszakás kalandok híve, s ily módon szerez a klinikának is potenciális új ügyfeleket. Viszont pontosan ezért hiányzik az életéből a család és az otthon biztonsága, amely gyermekkorában sem adatott meg neki. Ő az, aki beválallósabb, és gyakran szerez pácienseket kreatív módokon, a hibáit pedig a munkáját komolyan vevő Sean-nak kell helyrehozni.

## Készítése
Ryan Murphy elmondása szerint a sorozatot a The Jenny Jones Show és a The Oprah Winfrey Show azon részei inspirálták, amelyekben a szereplőket teljesen átalakították. Később maga a sorozat is inspirált egy plasztikai sebészes reality-t, a "Dr. 90210"-et.
Első évada a legnagyobb nézőszámokat hozta az amerikai kábelcsatornák között, így a folytatás egyértelmű volt. Az ötödik évad a forgatókönyvírók 2007-es sztrájkja miatt csonka maradt volna, ezért azt a megoldást választották, hogy kettészedték: a második fele, kiegészítve, 2009 elején került adásba. Ezek leadása után újabb 19 epizód készült el és került levetítésre, mint hatodik évad. Az epizódok besorolása évadokba itt nem egyértelmű: a DVD-kiadáson és a későbbi streaming-megjelenéseknél az ötödik évad 22 részes (14+8), a hatodik pedig 19, viszont az eredeti vetítéskor azzal is számoltak az FX-nél, hogy lesz egy hetedik évad is, ezért azt akként adták le, hogy az ötödik évad második fele és a hatodik évad első tíz része volt náluk a hatodik évad, a 92. epizódtól pedig a fennmaradó 9 rész pedig mint hetedik évad került bemutatásra.
Az utolsó, századik epizódot 2010. március 3-én adták le. Ennek a forgatásánál már nem volt jelen a műsort megalkotó Ryan Murphy, aki már az "Ízek, imák, szerelmek" című filmjén dolgozott. Magyarországon egy évvel később, 2011. április 1-jén vetítették le, méghozzá egy technikai hiba miatt nem magyar szinkronnal. Csak évekkel később, egy újabb ismétléskor, illetve a streamingszolgáltatók kínálatába felkerüléskor volt megtekinthető, illetve a kiszivárgott magyar szinkront torrent-oldalakról lehetett letölteni.
2013-ban ötvennyolc epizódot élt meg a sorozat kolumbiai adaptációja, a "Mentiras perfectas", amelyet szintén Ryan Murphy alkotott.

## Történet
|  | Alább a cselekmény részletei következnek! |

A cselekmény elején Sean és Julia házassága megromlik, s mindketten külön utakon kezdenek el járni. A klinikán pedig végzetes hibát követnek el: egy kolumbiai drogbárót, Escobar Gallardót (Robert LaSarde) haragítják magukra, amiért segítettek egy ellenfelének elmaszkíroznia a külsejét. Arra kényszeríti őket, hogy nők melleibe rejtett kokainos zacskókat segítsenek neki csempészni. A páros csak rafinált trükkökkel éri el, hogy békén hagyja őket: elmaszkírozzák az ő külsejét is, de szándékosan egy körözött bűnöző arcképére változtatják át, s így Gallardo rács mögé kerül. Időközben Christian kénytelen szembenézni az apasággal: az Anonim Szexfüggők klubjában ismerkedik meg Gina Russóval (Jessalyn Gilsig), aki állítása szerint tőle terhes. A szülőszobában azonban nem várt meglepetés éri: a kisfiú, Wilber afro-amerikai. Ennek ellenére vállalja az apaságot. Közben alkalmi kapcsolatokat létesít egy Kimber Henry nevű modellel (Kelly Carlson). Sean életében pedig törés következik be: szétválnak útjai Juliával. Tragikus kapcsolatba kezd egy halálos beteg nővel, majd végül visszatalál Juliához.
A második évadban Sean és Christian betöltik a negyvenedik életévüket. Christiantől és Ginától elperlik Wilbert az igazi szülei. A kétségbeesett Christiannek Julia megvallja, hogy Matt, a fia (John Hensley), valójában nem Seantól van, hanem tőle. Mikor ezt Sean megtudja, a két barát közt megromlik a viszony, de később belátják, hogy csak együtt érnek igazán valamit. Matt közben egy nála idősebb életvitel-tanácsadóval, Ava Moore-ral (Famke Janssen) kerül szexuális viszonyba, akiről azonban később kiderül, hogy valójában transznemű nő. Mindennek a tetejébe újra felbukkan Kimber, aki ezúttal a pornóiparban tevékenykedik, és viszonyt kezd Seannal. Két fontos dolog történik még az évad során: Gináról kiderül, hogy HIV-pozitív, és ezért Christian utánajár, hogy Wilber nem lett-e beteg (szerencsére nem). A másik dolog, hogy felbukkan egy álarcos bűnöző, a Késes, aki megerőszakolja áldozatait, majd késsel elcsúfítja az arcukat. Miután Sean elvállalja az áldozatok ingyenes műtétét, felhívja magára a Késes figyelmét, aki figyelmeztetésül megtámadja őt. Mivel átmenetileg képtelen műteni, egy fiatal atlantai sebész, Quentin Costa (Bruno Campos) jön helyettesíteni őt. Mivel a műtétek továbbra is zajlanak, a Késes ismét lecsap, ezúttal Christianre. Összevagdossa, sőt meg is erőszakolja őt.
A harmadik évadban a megerőszakolása miatt lelkibeteg Christiant átmenetileg Quentin Costa helyettesíti. A perverz orvos a frissen elvált Seant és a visszatért Christiant is bevonja néhány játékába, utóbbi így kezd viszonyt a Késes-ügyben nyomozó Kit McGraw-val (Rhona Mitra) is. Matt teljesen összezavarodik szexuális orientációját tekintve, így először egy Cherry Peck nevű transzszexuálissal, majd egy szélsőjobboldali eszméket valló lánnyal kezd viszonyt, s ezért kapcsolata Seannal megromlik. Sean különféle okok miatt ott is hagyja a klinikát, és a tanúvédelmi programban kezd dolgozni, mint új személyazonosságok létrehozója, ám a tragikus sorsok végül visszaterelik őt a rendelőbe. Christian és Kimber elmélyítik kapcsolatukat, és az esküvőt tervezgetik, ám a menyasszony nem jelenik meg az oltár előtt. Mint utóbb kiderül, a Késes őt is elfogta, és az átélkt traumák hatására többé semmit nem akar Christiantől. Quentin elkezd udvarolni Juliának, ami idegesíti Seant, ám mikor leleplezi, hogy a férfi biszexuális, az megszakítja vele a kapcsolatot. Időközben kiderül, hogy Julia terhes, az apa pedig nem lehet más, mint Sean. Christian visszanyeri a felügyeletet Wilber felett. Az évad végén Matt végül kibékül Seannal, ám volt barátnőjének rasszista apja nem nézi jó szemmel, hogy bocsánatot kér az egykor általa megsértett Cherry Peck-től – ezért mindkettejüket foglyul ejti és kegyetlen próbának veti alá őket. Mindeközben a Késes is felbukkan, ezúttal úgy, hogy Quentint támadja meg. Az évad egy dupla epizódos évadzáróval ér véget: Mattnek is kemény próbát kell kiállnia, valamint Christiannek és Seannak is. A Késes felfedi kilétét: ő Quentin Costa és Kit McGraw is, akik ráadásul testvérek, és mivel vérfertőző viszonyból születtek, egy genetikai rendellenesség miatt Quentinnek nincs is pénisze.
A negyedik évadban felbukkan egy Burt Landau nevű milliárdos, és megveszi a McNamara/Troy-t. Christian pszichológushoz kezd el járni, aki szerint a lelki bajainak az az eredete, hogy titokban szerelmes Sean-ba. Julia kivizsgáltatja magát, mert aggódik, hogy az életkora miatt rendellenességgel születhet meg a gyerek. Feltételezései nem voltak alaptalanok, entrodaktília miatt az ujjai csak részlegesen fejlődnek ki. Mindannyiukat lesújtja a hír, de a gyermek mellé dadust keresnek. A fiatal Monica ideális választás lenne, ám kikezd Sean-nal, s ezután zsarolni kezdi őt. Egy balesetben azonban meghal, s helyette egy törpenövésű férfit, Marlowe-t alkalmazzák. Közben Christian bebizonyítja férfiasságát, és elszereti a haldokló Burt Landau feleségét, Michelle-t. Róla kiderül, hogy egy domina-szerű szervkereskedő nő, James "uralma" alatt állt korábban. Mindennek a tetejébe Matt és Kimber találkoznak. Kimber ráveszi őt, hogy legyen ő is tagja a szcientológia egyháznak, majd összeköltözik vele, és a családja ellen fordítja. Sean, miután megtudja, hogy születendő fia, Conor, fogyatékossággal született, ráveszi Juliát, hogy műtsék meg a gyereket. Egyik kezét sikerül is, de a másodiknál Julia leállíttatja a műtétet, mikor látja, hogy a gyereket nem zavarja saját fogyatékossága. Eközben igen közel kerülnek egymáshoz Marlowe-val. James felbukkan, aki egy szervkereskedő hálózatnak dolgozik, és Michelle-t is szervek szállításával zsarolja meg. Aki pedig az egész mögött áll, az nem más, mint Escobar Gallardo, akinek kényszerűségből visszaműtötték az arcát. Christian, erről mit sem tudva, eljegyzi Michelle-t, s ráadásul Wilber felügyeleti jogát is visszanyeri. Eközben Sean különválik Juliától. Váratlanul felbukkan Escobar, aki követeli, hogy műtsék meg a feleségét, aki azonban hirtelen végez is a kegyetlen emberrel. Sean eladja az üzletrészét Michelle-nek és Christiannek, s Los Angelesbe költözik. Ám Christian hamarosan megtudja az igazat Michelle-ről, s ezért ő is társa után megy.
Los Angelesben Sean híres sorozatsztár lesz a "Szívek és szikék" című szappanoperában, Christian pedig elirigyeli a népszerűségét, és mindenfélével próbálkozik. Felbukkan Julia, magával hozza gyerekeit, valamint új szerelmét, aki egy Olivia nevű nő. Neki is van egy lánya: az érzéki, de veszélyes Eden, aki megkörnyékezi Sean-t, és rossz hatással van Sean lányára, Annie-re. Matt váratlanul felbukkan lányával, Jennával; mint kiderül, Kimber kidobta őt, mert drogfüggő lett, ráadásul összejött Rammel, a pornósztárral, s a gyereket is elvették tőle. A sebészek jobbkeze, Liz, aki leszbikus, rávezeti Juliát, hogy ő nem az, s ezért szakítanak Oliviával, s helyette Christiannél köt ki. Eden bosszút esküszik Julia ellen. Hogy Sean elterelje Christian figyelmét, felveszi titkárnőnek Gina Russót. Bár sikerrel is jár, egy szexbaleset következtében Gina lezuhan egy háztetőről és szörnyethal. Eközben Matt baleset áldozata lesz, de sikeresen felépül súlyos égési sérüléseiből, és új életet kezd egy fiatal lánnyal, akiről azonban sajnálatos módon kiderül, hogy a féltestvére, mert neki is Christian az apja. Sean mellé szegődik egy mániákus nőszemély, Colleen, aki menedzsernek hazudja magát (valójában azonban egy pszichopata plüssmackógyártó), s beférkőzik Sean életébe. Amikor rájön, hogy csúnyán átverték, kidobja. Mivel anyja vissza akar menni hozzá, Eden először megkísérli megmérgezni Juliát, majd amikor nem jár sikerrel, lelövi. Julia ettől amnéziás lesz, s ezt kihasználva Sean elhiteti vele, hogy ők boldog házasok. Egy autóbalesetben Christian és Annie csúnya sérüléseket szereznek, s miközben Sean a lányát műti, a pszichopata Colleen az életére tör, és leszúrja egy késsel.
A támadót végül sikerül megölni, de Sean tolószékbe kényszerül, s az állapotát kihasználva sajnáltatja magát. Ennek hatására Matt úgy dönt, ő is sebész szeretne lenni, s megkezdi tanulmányait. Liz rákszűrésre megy, s Christian is elkíséri. Nagy nehezen sikerül őt is rávenni a szűrésre, s ekkor kiderül, hogy mellrákja van, ami férfiak körében igen ritka. A betegsége miatt teljesen padlóra kerül, s csak egyetlen ember áll mellette: Liz. Olivia váratlanul meghal egy plasztikai műtét közben, Sean pedig felvesz a kilépett Liz helyett egy új altatóorvost, Teddy személyében, akivel szexuális kapcsolatra lép. A halálra készülő Christian megkéri Liz kezét, a Ram által kidobott Kimber pedig emiatt búslakodik. Az esküvő után, de még a nászút előtt az orvos sokkoló hírt közöl Christiannel: egyáltalán nincs semmi baja, a leleteit összecserélték.
A gazdasági válság a plasztikai sebészetet is eléri, a McNamara/Troy krízishelyzetbe kerül. Sean spórolásba kezd, Christian azonban fenn akarja tartani a megszokott életszínvonalat. A gond csak az, hogy miután megtudta, hogy nem halálos beteg, elvált Liztől, aki bosszúra éhesen el akarja perelni a vagyona felét. Hogy vonzzák a pácienseket, a jóképű és a nőkkel könnyen szót értő Mike Hamoui doktort felveszik harmadiknak a praxisukba. Sean titokban összeházasodik Teddyvel, a nő azonban sorozatgyilkos, és a férjek biztosítási pénzeire utazik. Mielőtt végezhetne a McNamara-családdal, egy másik ember megöli őt, tudván, ki is ő. Mindeközben Liz eláll a pertől, de Christian időközben újra beleszeret Kimberbe. Ő viszont Mike-kal randevúzik. A család problémáit közben a súlyos pénzhiányban szenvedő Matt tetézi: pantomimes rablónak öltözve fosztogatja a boltokat, egészen addig, míg el nem kapják. A börtönből is csak úgy tud idő előtt kiszabadulni, hogy szívességet tesz Christian és Sean a különleges ügynököknek. Julia anyja, mikor mindezekről tudomást szerez, Los Angelesbe utazik, hogy megszerezze Annie és Conor felügyeleti jogát. Julia azonban végre bosszút áll rajta az egész életében ellene elkövetett sérelmekért: kábítószert csempész a táskájába, amit lefoglalnak a repülőtéren. Christian és Sean kapcsolatában eddigre több olyan törés is megjelenik, mely egész addigi barátságukat kérdőjelezi meg. Kimber terhes lesz Christiantől, de az utasítására el kell vetetnie, s egy komplikáció miatt nem lehet többé gyereke. Később pedig ki is dobja őt, aminek hatására öngyilkos lesz. Sean dühös, amiért Julia elköltözik Londonba a gyerekekkel, Matt pedig, noha megismerkedett egy lánnyal, és már az esküvőt tervezgetik, elutazik a váratlanul megjelent Ava Moore-ral. Christian végül megérti, hogy Seant nem akadályozhatja meg álmai megvalósításában, ezért miután bevették maguk mellé Lizt partnernek, ad neki egy csak oda szóló repülőjegyet Bukarestbe, hogy szegény sorsú gyerekeknek segíthessen.

## Főszereplők
- Sean McNamara (Dylan Walsh, magyar hangja Csőre Gábor): a sorozat egyik főszereplője. Tehetséges és lelkismeretes plasztikai sebész, akinek mindennek ellenére nehezére esik helytállni az életben apaként és férfiként.
- Christian Troy (Julian McMahon, magyar hangja Dolmány Attila): Christian egyetemi szobatársa és jóbarátja, a praxis másik sebésze. Igazi nőcsábász, aki keresi a kalandokat és a kockázatokat, a felszín alatt azonban nagyon sérülékeny ember.
- Liz Cruz (Roma Maffia, magyar hangja Kocsis Mariann): a praxis altatóorvosa, aki nyíltan leszbikus. Erős akaratú, határozott jellem, aki gyakran képviseli a józan ész hangját a két sebésszel szemben.
- Julia McNamara (Joely Richardson, magyar hangja Spilák Klára): Sean felesége, aki szintén orvos szeretett volna lenni, de terhessége megakadályozta ebben, emiatt keserű az élete. Sean és Christian között feszültséget okoz, mert mindketten szerelmesek voltak belé.
- Matt McNamara (John Hensley, magyar hangja Hamvas Dániel): Sean és Julia fia, a vér szerinti apja azonban Christian. Sokszor keveredik kalamajkákba, és gyakoriak közte és családja között a konfliktusok, amiket jellemzően impulzív, manipulálható személyisége okoz.
- Kimber Henry (Kelly Carlson, magyar hangja Zsigmond Tamara): modell és feltörekvő színésznő, aki a sorozat legelső epizódjában kerül kapcsolatba Christiannel, majd a későbbiek során vissza-visszatér a főszereplők életébe.
- Escobar Gallardo (Robert LaSardo, magyar hangja Imre István): drogbáró, aki megharagszik a McNamara/Troy-ra, mert megműtötték az egyik emberét, aki molesztálta a kislányát. Az első és a negyedik évadban bukkan fel negatív karakterként, ahol saját céljai érdekében kényszeríti a sebészeket illegális üzelmekre. Habár felesége a negyedik évadban megöli őt, Escobar látomásként még többször visszatér.
- Grace Santiago (Valerie Cruz, magyar hangja Törtei Tünde): a McNamara/Troynál dolgozik, mint pszichológus, aki a páciensekkel foglalkozik. A karakter csak az első évadban jelenik meg, utána minden magyarázat nélkül egyszercsak eltűnik.
- Ava Moore (Famke Janssen, magyar hangja Németh Kriszta): életvezetési tanácsadó, aki a második évadban kerül be a sorozatba. Eleinte kedvesnek és segítőkésznek látszik, de valójában egy manipulátor, aki eléri, hogy Matt beleszeressen. Mint kiderül, az eredeti neve Avery Tanner, és egy transznemű nő, aki kifejezetten fiatal fiúkkal kezdett kapcsolatot. A karakter a hatodik évad végén tér vissza.
- Quentin Costa (Bruno Campos, magyar hangja Kárpáti Levente): atlantai plasztikai szebész, aki a második évad végén helyettesként érkezik segíteni megműteni a Késes által megtámadott Seant. A harmadik évadban teljes értékű taggá lép elő, bizarr szexuális szokásai azonban ellenérzést keltenek. A harmadik évad záró epizódja alapján ő a Késes egyik megszemélyesítője.
- Gina Russo (Jessalyn Gilsig, magyar hangja Kiss Virág): szexfüggő nő, akivel Christian egy terápiás csoportban találkozik. Christian úgy hiszi, hogy tőle születik egy fia, azonban Wilber nem az ő vér szerinti gyereke. Gina később is kapcsolatban marad Christiannel, és a segítségét kéri, amikor rájön, hogy HIV-fertőzött. Az ötödik évadban egy szexbaleset következtében hal meg.
- Burt Landau (Larry Hagman, magyar hangja Láng József): sikeres idős üzletember, aki a negyedik évad során felvásárolja a McNamara/Troyt-t. Felesége, Michelle, jóval fiatalabb nála.
- Michelle Landau (Sanaa Lathan, magyar hangja Agócs Judit): Burt fiatal felesége, akivel Christian kikezd. Hajdanán escortlányként dolgozott egy James nevű nő irányítása alatt, aki még mindig a markában tartja.
- James LeBeau (Jacqueline Bisset, magyar hangja Andresz Kati): hajdanán Michelle futtatója, aki az alvilági szervkereskedelemben utazik, mint Escobar Gallardo embere.
- Olivia Lord (Portia de Rossi, magyar hangja Urbán Andrea): az ötödik évad során Julia leszbikus partnere. A keleti gyógyászat és az alternatív terápiák híve.
- Eden Lord (AnnaLynne McCord, magyar hangja Bogdányi Titanilla): Olivia lánya, aki rossz hatással van a családra, túlfűtött szexuális vágyaival, valamint ármánykodó és manipulatív természetével.
- Colleen Rose (Sharon Gless, magyar hangja Virághalmi Judit): egy nő, aki felcsap Sean ügynökének, ugyanakkor erőszakosan próbál a közelében maradni. Később kiderül róla, hogy valójában kitömött plüssmackókat készít, és egy szociopata.
- Teddy Rowe (Katee Sackhoff az 5. évadban, Rose McGowan a 6. évadban, magyar hangja Timkó Eszter): a McNamara/Troy új altatóorvosa az ötödik évad végén és a hatodik évad elején. Valójában egy sorozatgyilkos, aki miután összeházasodik egy férfival, elteszi láb alól őket a biztosítási pénzért.

### További szereplők
- Annie McNamara (Kelsey Batelaan, felnőttként egy epizódban Jennifer Elise Cox, magyar hangja az 1-3. évadban Kántor Kitty, a 4-6. évadban Talmács Márta): Sean és Julia lánya
- Wilber Russo-Troy (Joshua és Josiah Henry): Gina fia, akinek bár vér szerinti apja egy James Sutherland nevű afroamerikai férfi, Christian, aki korábban azt hitte, hogy övé a gyerek, saját fiaként szereti.
- Linda nővér (Linda Klein): a rendelőben dolgozik nővérként. Az őt játszó színésznő a való életben is képzett nővér, a sorozat során tanácsadói illetve produceri szerepben is tevékenykedett.
- Dr. Merrill Bobolit (Joey Slotnick, magyar hangja Karácsonyi Zoltán): rivális plasztikai sebész az első évadban, aki bár borzalmasan dolgozik, jók a reklámjai. Börtönbe kerül, ahol Escobar Gallardo szexrabszolgája lesz.
- Mrs. Hedda Grubman (Ruth Williamson, magyar hangja Tóth Judit): visszatérő páciens, akinek szemlátomást plasztika-függősége van.
- Jude Sawyer (Phillip Rhys Chaudhary): Julia iskolatársa, amikor a nő megpróbálja elvégezni az orvosi egyetemet.
- Megan O'Hara (Julie Warner, magyar hangja Mics Ildikó): páciens, akinek mellrák miatt mindkét mellét el kellett távolítani, és ezzel kapcsolatos műtét miatt érkezik a klinikára. Sean és közte romantikus kapcsolat alakul ki, Megan haláláig.
- Adrian Moore (Seth Gabel, magyar hangja Moser Károly): Ava szociopata fia (valójában nem vér szerinti), akivel bizarr szexuális kapcsolatban van.
- Dr. Erica Noughton (Vanessa Redgrave, magyar hangja Dallos Szilvia): Julia anyja, nárcisztikus személyiség, aki egyfolytában ostorozza a lányát. A karaktert játszó színésznő a való életben is a Juliát alakító Joely Richardson anyja.
- Kit McGraw (Rhona Mitra, magyar hangja Kisfalvi Krisztina): nyomozónő, aki a Késes-ügyön dolgozik, valójában azonban ő maga is egyike a sorozatgyilkos két perszónájának.
- Ariel Alderman (Brittany Snow, magyar hangja Bogdányi Titanilla): Matt szélsőjobboldali nézeteket valló barátnője a harmadik évadban.
- Dawn Budge (Rosie O'Donnell, magyar hangja Némedi Mari): visszatérő páciens, aki először akkor kerül velük kapcsolatba, amikor nagy pénzt nyer a lottón. Később a gazdagság és annak árnyoldalai megváltoztatják a személyiségét.
- Marlowe Sawyer (Peter Dinklage, magyar hangja Elek Ferenc): Conor törpenövésű dadája a negyedik évadban.
- Dr. Mike Hamoui (Mario Lopez, magyar hangja Dányi Krisztián): plasztikai sebész, Christian egyik riválisa az ötödik és hatodik évadban.
- Kate Tinsley (Paula Marshall): Sean egyik színészpartnere a "Szívek és szikék" című sorozatban.
- Aidan Stone (Bradley Cooper): Sean főszereplőtársa a "Szívek és szikék" című sorozatban.
- Ram Peters (John Schneider): pornófilmrendező és pornósztár.
- Dr. Curtis Ryerson (George Newbern, magyar hangja Holl Nándor): Sean régi barátja az egyetemről, aki humanitárius szolgálatra hívja őt Afrikába.
- Ramona Perez (Melonie Diaz, magyar hangja Lamboni Anna): Matt menyasszonya a hatdoik évadban.

## Megtörtént esetek a sorozatban
Ryan Murphy, a sorozat készítője úgy nyilatkozott, hogy a sorozatban látható műtétek száz százalékig a valóságon alapulnak.
- Az első évad 13. epizódjában („Escobar Gallardo”), egy drogbárónak az arcát műtik át, hogy felismerhetetlen legyen. 1997 júliusában Amado Carrillo Fuentes, a világ egyik legkeresettebb drogcsempésze, meghalt a műtőasztalon, miközben a testét teljesen átalakító műtétet hajtottak végre rajta.[6]
- A második évad 4. epizódjában („Mrs. Grubman”) a páciens plasztikaiműtét-függőségben szenved. Ez egy valóban létező betegség, és összefüggésben lehet az embernek saját teste iránt érzett elégedetlenségével.
- A második évad 9. epizódjában („Rose és Raven Rosenberg”) a fejüknél összenőtt sziámi ikerpárt választanak szét. A történethez hasonló eset már megtörtént 2000-ben, amikor is a fejüknél összenőtt ikrek egyike meghalt a műtőasztalon, s később a másik is követte.[7]
- A második évad 10. epizódjában („Kimber Henry”) egy újságíró szeretne magának mellimplantátumokat beültetni, hogy tapasztalatot szerezzen új könyve megírásához. A valóságban egy kanadai férfi mellimplantátumokat ültettetett be magának, hogy megnyerjen egy fogadást. Viszont a sorozattal ellentétben itt a férfi megtartotta a melleit.[8]
- A harmadik évad 1. epizódjában („Momma Boone”) látható eset alapja egy eset, mely során egy kövér nő meghalt, mikor az életmentők le akarták őt választani egy kanapéról, amivel gyakorlatilag összenőtt, mivel már több éve rajta feküdt.[9]
- A harmadik évad 13. epizódjában („Joy Kringle”) a páciensben egy tizenhét éve megkövesedett magzatot találtak. Ez egy valós szindróma, mely során a méhen kívüli terhesség idején elpusztul a magzat, de valami oknál fogva a helyén marad. Egy hetvenhat éves nőben találtak már 49 éves, és egy hatvanhét éves nőben egy 39 éves magzatot.[10]